# Artikel 185 Wegenverkeerswet
Artikel 185 van de Nederlandse Wegenverkeerswet 1994 (art. 185 WVW) regelt de speciale bescherming van 'zwakke verkeersdeelnemers' bij een aanrijding met een 'sterke verkeersdeelnemer'. Specifieker regelt dit artikel de aansprakelijkheid van de eigenaar en de houder van een motorrijtuig bij een aanrijding met een niet-motorrijtuig (zoals fietsers, voetgangers, huizen, vangrails, bomen en zelfs trams en treinen, die namelijk geen motorrijtuigen in de zin van de Wegenverkeerswet zijn). De aansprakelijkheid op grond van artikel 185 WVW is een vorm van risicoaansprakelijkheid, omdat schuld of verwijtbaarheid niet hoeft te worden aangetoond om een verplichting tot schadevergoeding vast te stellen.

## Wanneer is art. 185 WVW van toepassing
- Er moet sprake zijn van een verkeersongeval tussen een motorrijtuig en een niet-motorrijtuig; een botsing met het motorvoertuig is niet vereist, voldoende is dat het motorvoertuig bij het verkeersongeval betrokken is;
- Het motorrijtuig moet op een voor het verkeer openstaande weg hebben gereden;
- Het mag niet gaan om met een motorrijtuig vervoerde zaken/personen;
- Het mag niet gaan om schade aan andere motorrijtuigen die aan het verkeer deelnemen of om loslopende dieren.

Een voor het verkeer openstaande weg is een weg (weg of pad) die als zodanig wordt gebruikt. Dat wil zeggen als er verkeer kan en mag komen. Een parkeerplaats, ook die afgesloten is met een slagboom, die voor iedereen toegankelijk is valt hieronder. Een privé parkeerterrein, afgesloten met slagboom, is geen voor het verkeer openstaande weg. Onder ‘rijden’ wordt verstaan: aan het verkeer deelnemen. Stilstaan voor een verkeerslicht valt hier ook onder.
Wanneer aan bovenstaande vereisten is voldaan dan is de eigenaar of de houder van het motorrijtuig aansprakelijk voor de schade, tenzij hij overmacht aan kan tonen. Daarnaast kan er nog sprake zijn van eigen schuld bij de benadeelde.

## Overmacht
De Hoge Raad heeft het begrip "overmacht" in deze bepaling op de volgende wijze uitgelegd. Er is sprake van overmacht, indien: 
- De bestuurder foutloos heeft gereden of de fout is niet relevant voor het ongeval;
- De fouten van de andere weggebruiker zo onwaarschijnlijk waren dat de bestuurder hiermee geen rekening hoefde te houden. (HR 22 mei 1992, NJ 1992/527 (ABP/Winterthur). Het betekent dat in de praktijk overmacht niet snel wordt aangenomen.

## Eigen schuld benadeelde
Als het beroep op overmacht wordt afgewezen staat de aansprakelijkheid van de eigenaar of van de houder van het motorrijtuig vast. Wel kan deze zich nog beroepen op eigen schuld van de fietser of de voetganger. Van eigen schuld is sprake wanneer het ongeval mede aan het verkeersgedrag van de voetganger of fietser te wijten is. Beroep op eigen schuld is alleen mogelijk bij verkeersdeelnemers van 14 jaar en ouder. Ook als er sprake is van eigen schuld bij de zwakke verkeersdeelnemer krijgt deze ten minste 50% van zijn of haar eigen schade vergoed. Deze regel is gebaseerd op de billijkheid en wordt in het algemeen aangeduid als de 50%-regel. De enige uitzondering is, dat het verkeersgedrag van de voetganger of fietser als opzet of als aan opzet grenzende roekeloosheid moet worden beschouwd, ook wel 'bewuste roekeloosheid' genoemd. 
Bij het beroep op eigen schuld zal de rechter op grond van art. 6:101 BW de volgende afwegingen moeten maken: 
1. in welke mate heeft ieder van de betrokken partijen bijgedragen aan het ontstaan van de schade (causale verdeling)?
2. brengt de ernst van de over en weer gemaakte fouten en/of brengen andere bijzondere omstandigheden mee dat billijkheidshalve de causale verdeling moet worden bijgesteld (billijkheidscorrectie)?

### Causale verdeling
Het antwoord op de vraag naar de causale verdeling is intuïtief. Er is geen objectieve maatstaf voor. Uitgangspunt is ‘de ideale verkeersdeelnemer’. Dus in hoeverre hebben de partijen zich als de perfecte verkeersdeelnemer gedragen.

### Billijkheidscorrectie
Hierbij spelen onder meer de ernst van de door de betrokken verkeersdeelnemers gemaakte fouten en ook de ernst van het letsel bij de fietser of de voetganger een rol, in die zin dat naarmate het letsel ernstiger is het deel van de schade dat vergoed moet worden, groter wordt. Ook de vraag of de fietser of de voetganger voor zijn of haar schade is verzekerd, is daarbij van belang. Ook het gevaar dat het gebruik van het motorvoertuig sowieso meebrengt, het zogenoemde Betriebsgefahr, is een factor, op grond waarvan de causale verdeling naar boven moet worden bijgesteld.
Door de billijkheidscorrectie kan het gebeuren dat de vergoeding van de schade, waarop de fietser of de voetganger reeds op grond van de genoemde 50%-regel recht heeft, zelfs wordt verhoogd tot 100% van de schade.

## Kinderen tot 14 jaar
Als de voetganger of fietser ten tijde van het ongeval niet ouder is dan 13 jaar, is de automobilist altijd aansprakelijk tenzij er sprake is van opzet of aan opzet grenzende roekeloosheid, ook al heeft deze geen enkele schuld en is het ongeval volledig te wijten aan de voetganger of fietser (HR 1 juni 1990, NJ 1991, 720, Ingrid Kolkman; en HR 31 mei 1991, NJ 1991, 721, Marbeth van Uitregt). Het is een vorm van risicoaansprakelijkheid. De regel is ingegeven door de gedachte, dat kinderen van deze leeftijd door hun impulsiviteit en onberekenbaarheid meer gevaar lopen in het gemotoriseerde verkeer dan anderen. Voor deze regel, vaak aangeduid met de 14-min-regel of de 100%-regel, geldt ook de uitzondering, dat deze buiten toepassing blijft als het verkeersgedrag van de jeugdige verkeersdeelnemer als opzet of als aan opzet grenzende roekeloosheid moet worden gekwalificeerd. Dit wordt in de rechtspraak niet snel aangenomen.

## Bewuste roekeloosheid
De genoemde 50%-regel en de regel voor verkeersdeelnemers tot 14 jaar blijven buiten toepassing, als het verkeersgedrag van de benadeelde als "opzet of aan opzet grenzende roekeloosheid" is te beschouwen. Een voorbeeld daarvan is de voetganger, die in donkere kleding bij duisternis buiten de bebouwde kom schuin een rijbaan oversteekt en wordt aangereden door een auto. Voorwaarde is wel, dat de voetganger zich bewust is geweest van het gevaar. Het bewijs van die bewustheid mag uit de feiten en omstandigheden worden afgeleid. Het is dus niet nodig, dat de voetganger gezegd of verklaard heeft, dat hij zich van de risico's bewust is geweest.

## Bewijslast
De bewijslast rust bij de eigenaar van het motorrijtuig. Deze moet aantonen dat er sprake is van overmacht of eigen schuld. De grond voor deze omgekeerde bewijslast is het gevaar, dat het gebruik van een motorrijtuig op de weg voor andere verkeersdeelnemers meebrengt, het zogenoemde  Betriebsgefahr. (HR 10-11-2000, NJ 2000, 718; Levob/Van den Bos).

## Reflexwerking
Wanneer een sterke verkeersdeelnemer schade lijdt door toedoen van een zwakke verkeersdeelnemer, bijvoorbeeld doordat een motorvoertuig schade oploopt door een botsing met een fiets, wordt het overmachtscriterium van art. 185 WVW toegepast. Men spreekt dan van de reflexwerking van artikel 185 WVW. Op grond van het reeds genoemde Betriebsgefahr komt de eigen schade ten gevolge van het rijden met een gemotoriseerd voertuig voor rekening van de gemotoriseerde verkeersdeelnemer, tenzij deze kan bewijzen dat hem rechtens niets te verwijten valt (in geval van een ongemotoriseerde verkeersdeelnemer van 14 of ouder) of tenzij deze kan bewijzen dat er sprake was van opzet of bewuste roekeloosheid (bij een ongemotoriseerde verkeersdeelnemer van jonger dan 14).
Uitsluitend als de eigenaar of de houder van het motorrijtuig aannemelijk maakt, dat het ongeval aan zijn zijde aan overmacht te wijten is, krijgt hij de schade aan het motorrijtuig volledig vergoed.
In het geval van de reflexwerking zijn noch de 50%-, noch de 100%-regel van toepassing. De billijkheidscorrectie kan wel worden toegepast (arrest Chan-a-Hung/Maalsté).

## Regresnemers
Regresnemers, zoals ziektekostenverzekeraars en instanties als de bedrijfsvereniging, kunnen geen beroep doen op de 50%- en de 100%-regel (HR 05-12-1997, NJ 1998, 400-402).

## Wetsvoorstel uitbreiding risicoaansprakelijkheid
Op 26 november 1997 is door het kabinet bij de Tweede Kamer een wetsvoorstel ingediend met als strekking, dat de 14-min-regel ook zou gelden voor alle andere voetgangers en fietsers, ongeacht hun leeftijd. Het zou leiden tot een ten opzichte iedere voetganger of fietser geldende risicoaansprakelijkheid in het geval van een aanrijding met een motorrijtuig, behalve als bij de voetganger of fietser opzet of bewuste roekeloosheid in het spel is. Het voorstel heeft veel maatschappelijke kritiek gekregen. Het werd als onrechtvaardig gevoeld, dat de automobilist, die zelf geen enkele schuld heeft, de schade van de schuldige verkeersdeelnemer volledig moet vergoeden, zelfs als die zich roekeloos heeft gedragen door bijvoorbeeld het rode licht te negeren. Het wetsvoorstel is op 16 juni 1999 door het opvolgende kabinet ingetrokken. Wel werd een voorstel voor een ander stelsel van verkeersaansprakelijkheid aangekondigd.